# Qatar Museums Authority
Le Qatar Museums Authority (QM), créé en 2005 par Hamad ben Khalifa Al Thani, est l'organisme chargé de la gestion et du développement des musées qataris. Présidé par Sheikha al Mayassa, le QM est chargé de développer la stratégie de déploiement culturel international du pays, notamment au niveau de l'art contemporain et moderne. Le QM est l'équivalent qatari de la Réunion des musées nationaux française.

## Histoire

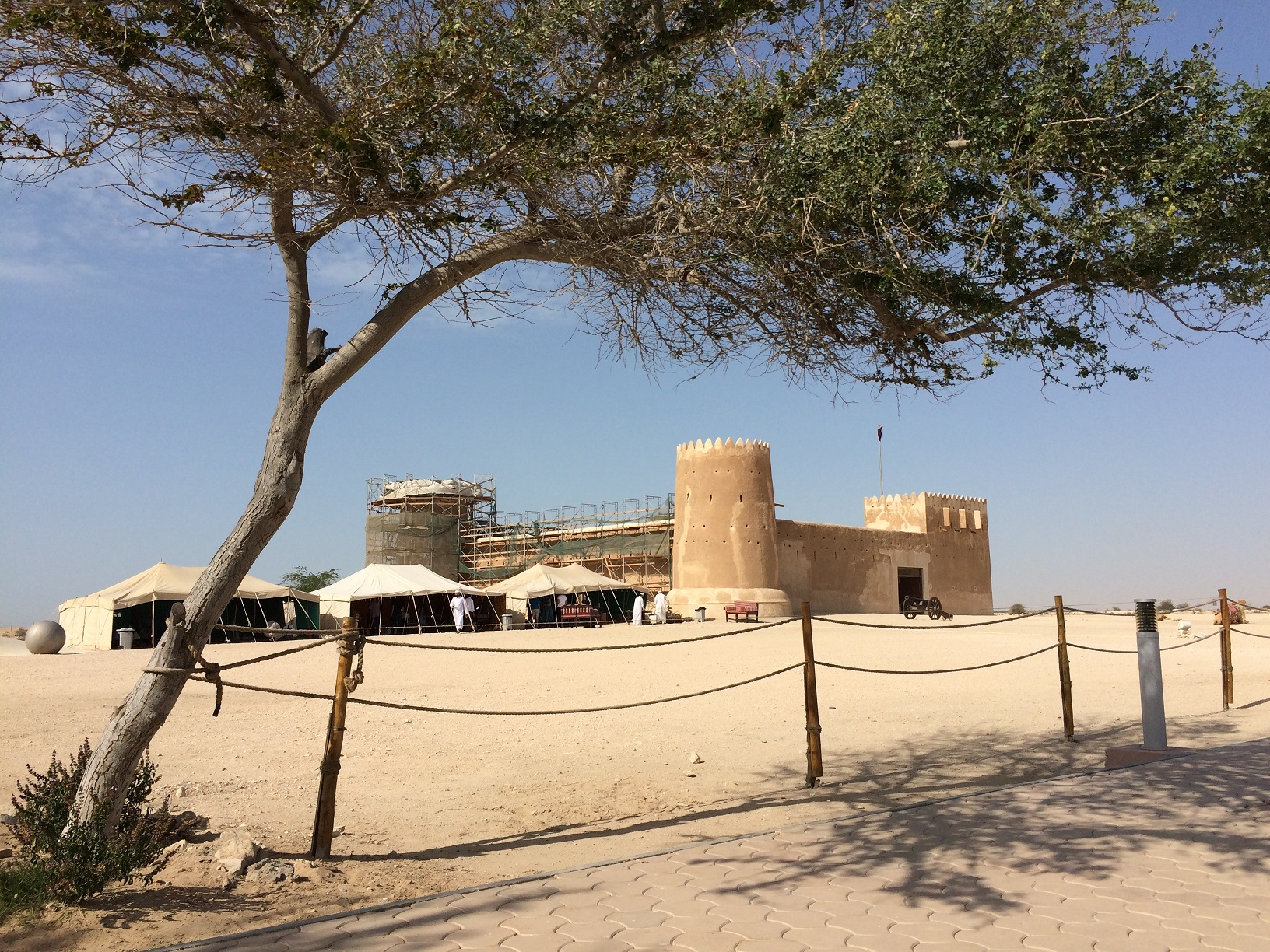
Fort Zubarah

En 2005, le Qatar Museums Authority est créé par le Cheikh Hamad ben Khalifa Al Thani dans le but de développer les actifs culturels et artistiques du pays.
En 2011, le travail du QM permet au Qatar de rejoindre le comité du patrimoine mondial de l'UNESCO. En août de la même année, le QM recrute Edward Dolman, directeur général de la société de vente aux enchères Christie's depuis plus de dix ans, pour prendre la direction générale du bureau d'achat d'œuvres d'art. Toujours en 2011, le QM met en place une coopération avec le musée de Versailles pour former de jeunes Qataris aux métiers d'art. En septembre 2011, le QM signe un contrat de 434 millions de dollars avec la branche BTP de la société coréenne Hyundai pour la construction du musée national du Qatar, dont l'architecte est le français Jean Nouvel.
En août 2013, le Qatar Museums Authority change de statut : l'organisme de gestion des musées qataris devient un institut privé, et non plus une propriété de l'État.
En avril 2014, Edward Dolman quitte ses fonctions au sein de l'institut qatari. En juin, le QM co-organise la 38e session du comité du patrimoine mondial de l'UNESCO qui se déroule à Doha, et fait pour l'occasion un don de $10 millions à l'UNESCO pour contribuer à son effort de conservation des sites menacés.

## Activité
La mission du QM est de faire du Qatar un carrefour international de l'art. Chaque année, le QM coordonne l'organisation de programmes culturels avec des pays amis : Japon en 2012, Grande-Bretagne en 2013, Brésil en 2014...
Sur son territoire, le QM développe et fait la promotion de nombreux musées de renom international : musée d'art islamique, le MIA Park, le restaurant IDAM (dont le chef est Alain Ducasse), le Mathaf (musée arabe d'art moderne), le musée national du Qatar, le musée olympique et des sports 3-2-1, et le musée orientaliste.
Le Qatar Museums Authority est également responsable des sites archéologiques et de la conservation des vestiges architecturaux, dont la ville de Zubarah (inscrite sur la liste du patrimoine mondial de l'UNESCO).
Le QM supervise également les projets de création artistique dans les lieux publics : Maman de Louise Bourgeois, 7 de Richard Serra, Les 3 singes de Gandhi de Subodh Gupta, Perceval de Sarah Lucas, Le voyage miraculeux de Damien Hirst.
Depuis 2019, le QM a ouvert le Liwan Design Studios and Labs, un centre de création artistique, au sein du bâtiment où Amina Mahmoud Al-Jaidah avait ouvert la première école pour filles du Qatar dans les années 1950.

## Achat d'art
- 2007 :

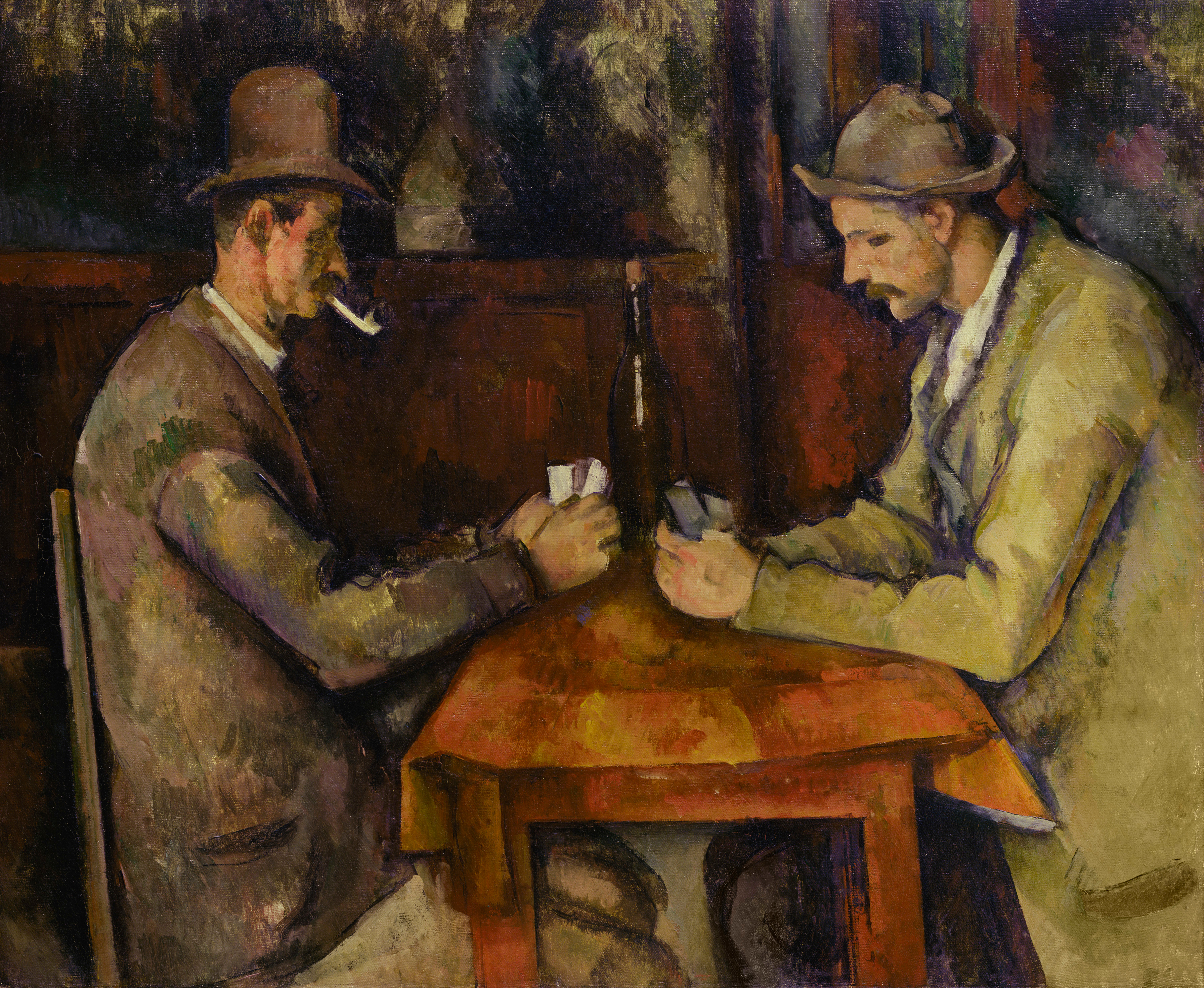
Les Joueurs de cartes de Paul Cézanne

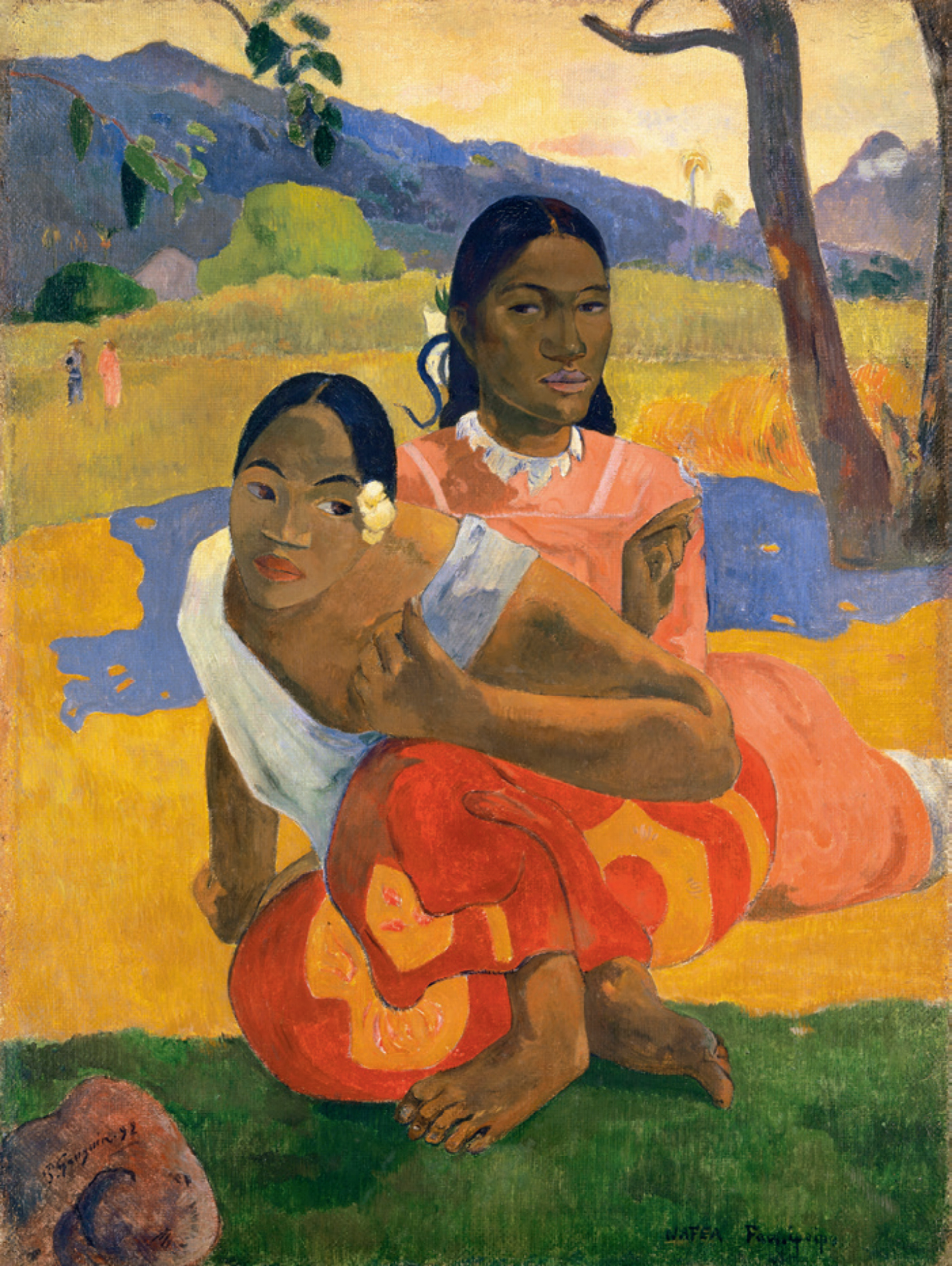
Quand te maries-tu ? de Paul Gauguin

  - Centre blanc, de Mark Rothko, acheté 72,8 millions de dollars[10]
- 2009 :
  - Onze peintures de Mark Rothko, achetées 310 millions de dollars[11]
- 2011 :
  - Les Joueurs de Cartes, de Paul Cézanne, acheté 190 millions d'euros[1]
- 2013 :
  - Trois études de Lucian Freud, triptyque de Francis Bacon, acheté 142,4 millions de dollars[12]
- 2015 :
  - Quand te maries-tu ?, de Paul Gauguin, acheté 265 millions d'euros[13]